# ستيف سميث
ستيف سميث (بالإنجليزية: Steve Smith)‏ (و. 1949 – 2014 م) هو سياسي، ومحامي، من الولايات المتحدة الأمريكية، كان عضوًا في الحزب الجمهوري، توفي في مقاطعة هينيبين (مينيسوتا)، عن عمر يناهز 65 عاماً.

## مناصب
تولى منصب عضو مجلس النواب ولاية مينيسوتا.

## التعليم
تعلم في جامعة مينيسوتا.